# Olivia Caramello
Olivia Caramello (...) è una matematica italiana.
È titolare di una cattedra associata nazionale Rita Levi-Montalcini presso l'Università dell'Insubria a Como. È nota per il suo lavoro sulla teoria dei topos e per essere stata la pioniera della tecnica dei topos come ponti. È autrice del libro Theories, Sites, Toposes: Relating and studying mathematical theories through topos-theoretic bridges (2017).

## Istruzione e inizio carriera
Caramello ha conseguito la laurea triennale in matematica presso l'Università di Torino e il diploma in pianoforte presso il Conservatorio di Cuneo all'età di 19 anni.
Nel 2009, sotto la supervisione di Peter Johnstone, ha conseguito il dottorato di ricerca in matematica presso l'Università di Cambridge, in qualità di Prince of Wales Scholar presso il Trinity College. La sua tesi era intitolata La dualità tra topoi di Grothendieck e teorie geometriche. Nel 2016 ha ottenuto l' abilitazione presso l' Université Paris-Diderot con una tesi di abilitazione intitolata I topoi di Grothendieck come ponti unificanti in matematica .
Nel corso degli anni, ha ottenuto una borsa di studio presso il Jesus College di Cambridge e incarichi di post-dottorato presso il Centro De Giorgi della Scuola Normale Superiore di Pisa, l'Università di Parigi-Diderot e l'Università di Milano (come titolare di una borsa Marie Curie dell'Istituto Nazionale di Alta Matematica) e l'Institut des Hautes Etudes Scientifiques.

## Lavori
Caramello ha sviluppato la teoria dei "topoi come ponti", che consiste in metodi e tecniche per unificare diverse teorie matematiche e trasferire informazioni tra loro utilizzando i topoi. Questa teoria si basa sulla dualità dei siti e dei topoi di Grothendieck e sull'idea del topos classificatorio di una teoria geometrica del primo ordine, sfruttando la diversità delle possibili presentazioni di ogni topos da parte di infiniti siti o teorie. La teoria di Caramello comprende diverse componenti: da un lato, stabilire equivalenze tra topoi presentati in modi diversi; d'altra parte, calcolare o esprimere invarianti topos in termini dei diversi tipi di presentazioni in esame, al fine di stabilire corrispondenze tra proprietà o elementi di queste diverse presentazioni.
La teoria dei "topoi come ponti" può essere considerata una teoria metamatematica delle relazioni tra diverse teorie. Il suo programma contribuisce a realizzare il potenziale unificante del concetto di topos, che Alexander Grothendieck aveva già iniziato a sviluppare.

## Controversie
Nel 2015, Caramello affrontò una controversia pubblica con diversi esponenti di spicco della comunità della teoria delle categorie, accusati di diffondere opinioni negative ed infondate sul suo lavoro; il suo caso è discusso in un articolo scientifico.